# Dreigriffeliges Hornkraut
Das Dreigriffelige Hornkraut (Cerastium cerastoides, Syn.: Dichodon cerastoides), auch Hornkraut-Spaltzahn oder Dreigriffel-Spaltzahn genannt, ist eine Pflanzenart aus der Gattung Hornkräuter (Cerastium) innerhalb der Familie der Nelkengewächse (Caryophyllaceae). Sie ist in den Gebirgen der Nordhalbkugel verbreitet.

## Beschreibung

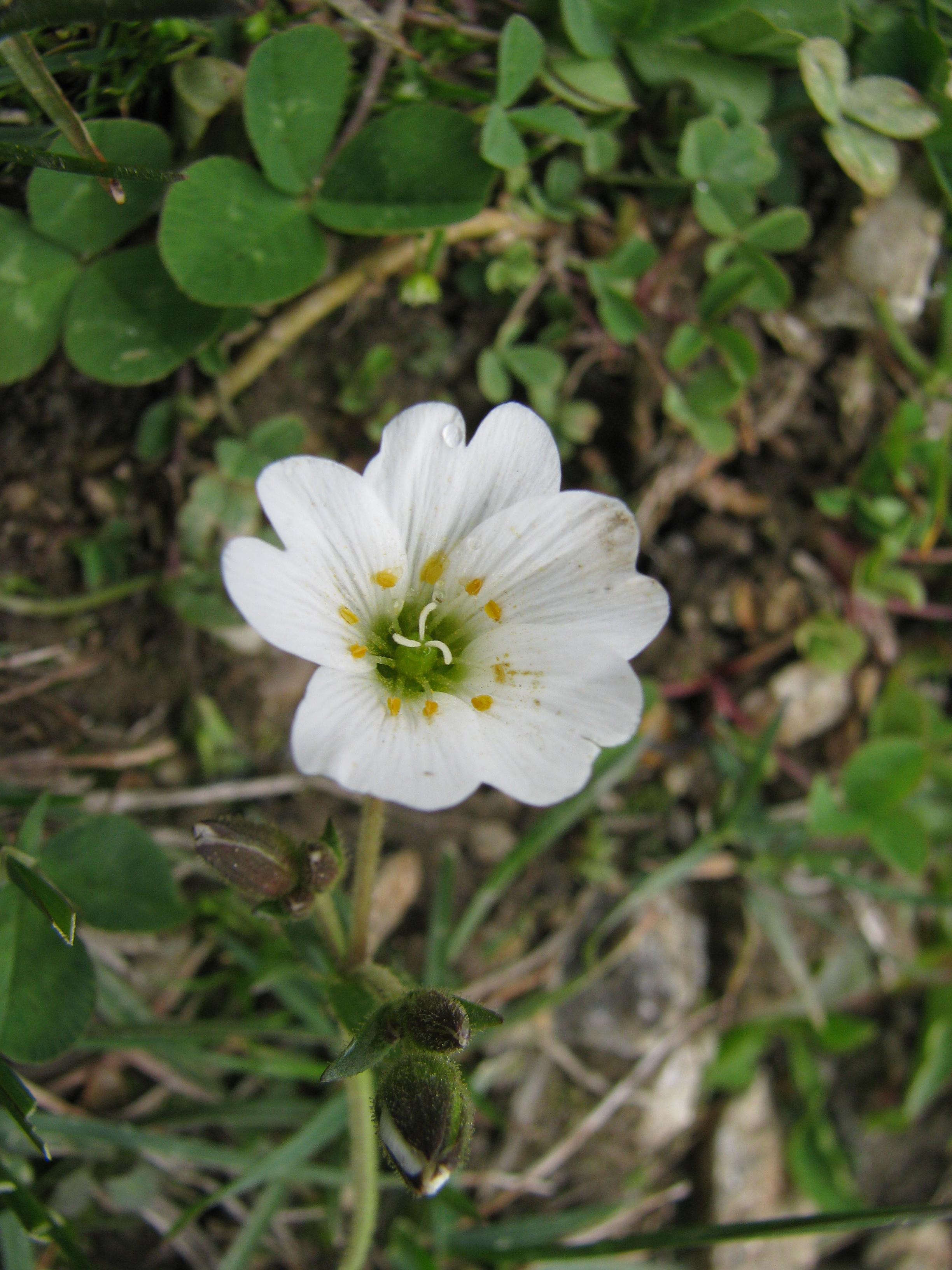
Fünfzählige, radiärsymmetrische Blüte mit den zweispaltigen Kronblättern und den drei Griffeln

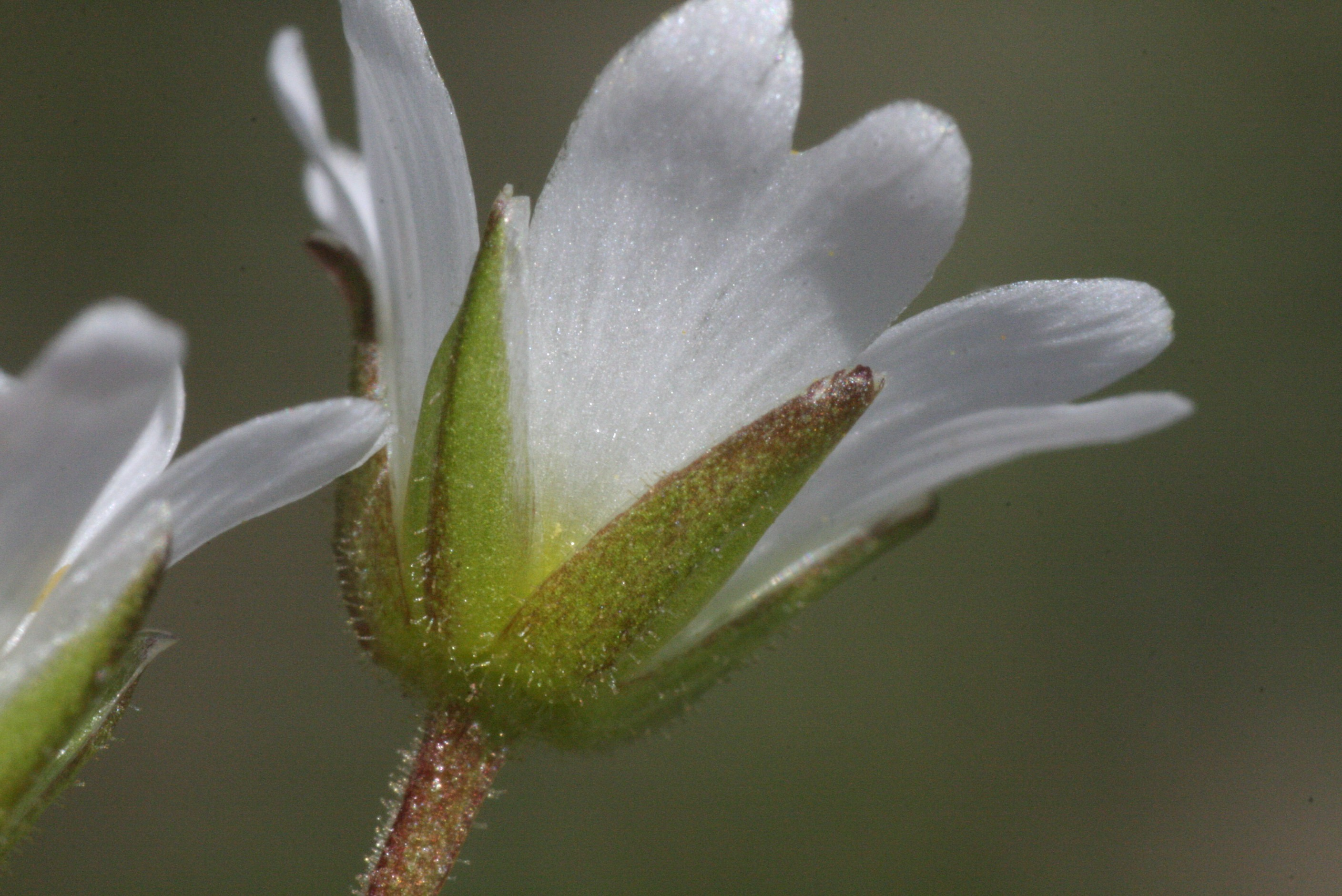
Blüte von unten

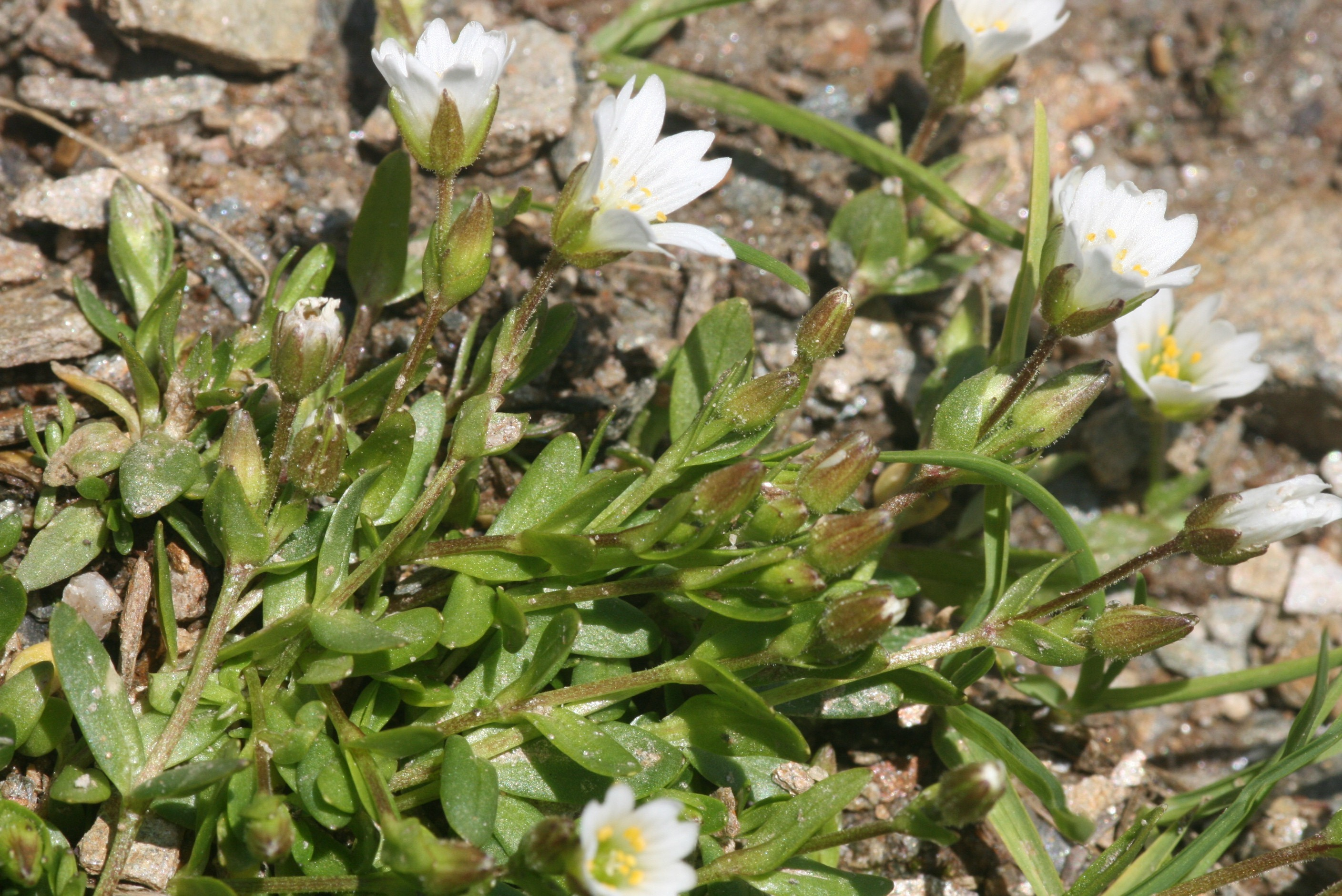
Laubblätter und Blüten

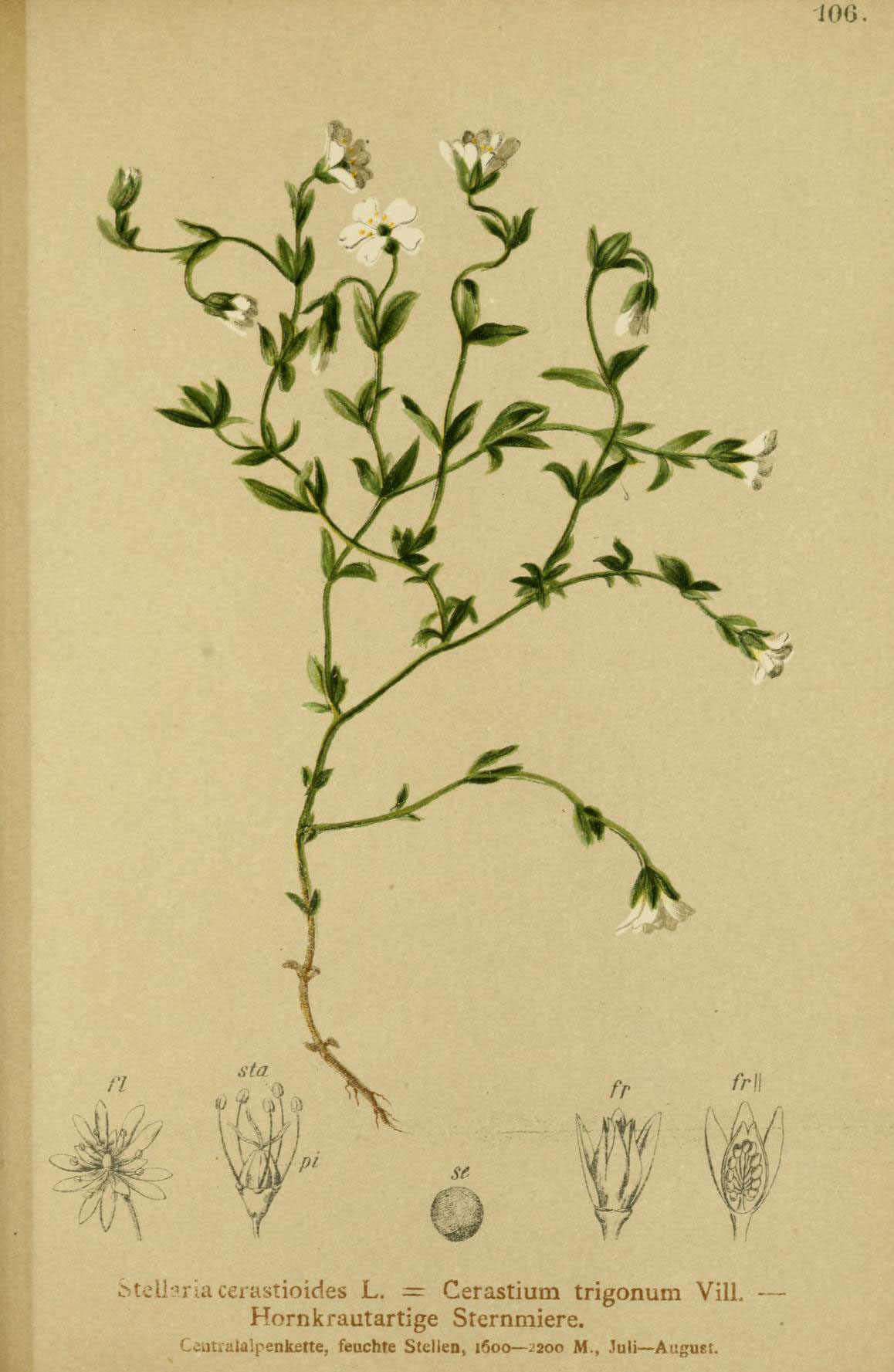
Illustration aus Atlas der Alpenflora, Tafel 106

### Vegetative Merkmale
Das Dreigriffelige Hornkraut ist eine lockerrasig wachsende, kriechende bis aufsteigende ausdauernde krautige Pflanze, die Wuchshöhen von 5 bis 15 Zentimetern erreicht. Die Stängel sind meist kahl; sie haben meist nur am obersten Stängelglied eine Haarleiste, selten sind sie ringsum behaart.
Die gegenständigen Laubblätter sind bei einer Länge von bis zu 10 Millimetern lanzettlich, dicklich und kahl.

### Generative Merkmale
Die Blütezeit reicht von Juli bis August. Der aufrechte Blütenstand weist unterhalb der ein bis drei Blüten eine Haarleiste auf. Die Tragblätter sind krautig, kahl oder fast kahl. Die Blütenstiele sind drüsig flaumig und nach der Anthese herabgebogen.
Die zwittrigen Blüten sind radiärsymmetrisch und fünfzählig mit doppelter Blütenhülle. Die fünf Kelchblätter sind 5 bis 6 Millimeter lang und am Grunde drüsig behaart. Die fünf freien, weißen Kronblätter sind tief zweispaltig und etwa doppelt so lang wie die Kelchblätter. Es sind zwei Kreise mit je fünf Staubblättern vorhanden. Es sind meist drei, selten vier oder fünf Griffel vorhanden.
Die Kapselfrucht ist länger als der Kelch und öffnet sich mit sechs stumpfen Zähnen. Die Samen sind körnig-runzelig und haben einen Durchmesser von 0,7 bis 0,8 Millimetern.
Die Chromosomenzahl beträgt 2n = 36, 38 oder 40.

## Vorkommen
Cerastium cerastoides ist in den Gebirgen Eurasiens und in der Arktis verbreitet. Wo das Dreigriffelige Hornkraut in den Kalkalpen vorkommt, zeigt es eine oberflächliche Entkalkung an. Das Dreigriffelige Hornkraut ist in den Zentralketten mit kristallinem Gestein häufiger als in den nördlichen und südlichen Ketten, in denen das Gestein oft Kalk oder Dolomit ist.
Das Dreigriffelige Hornkraut gedeiht am besten auf feuchten bis nassen, etwas sauren und daher kalkarmen, humusreichen, steinigen Lehm- oder Tonböden, die jedoch nicht allzu nährstoffarm sein dürfen und zumindest reichlich Stickstoff enthalten sollten. Es besiedelt in Mitteleuropa vorwiegend Quellhorizonte, feuchte Stellen in Viehlägern und auf vielbefahrenen Weiden sowie Schneetälchen in den Alpen in Höhenlagen zwischen etwa 1700 bis 3000 Metern. In den Allgäuer Alpen steigt es bis zu einer Höhenlage von 2400 Metern auf. Im Kanton Graubünden erreicht es am Piz Linard sogar 3000 Meter. Der tiefste Fundort in Mitteleuropa ist Sellrain in Nordtirol mit 1170 Metern. Fast alle Standorte zeichnen sich durch lange Schneebedeckung aus. Cerastium cerastoides ist eine Charakterart des Poo-Cerastietum aus dem Verband Salicion herbaceae, kommt aber auch in anderen Pflanzengesellschaften der Klasse Salicetea herbaceae vor.
Die ökologischen Zeigerwerte nach Landolt et al. 2010 sind in der Schweiz: Feuchtezahl F = 4 (sehr feucht), Lichtzahl L = 4 (hell), Reaktionszahl R = 2 (sauer), Temperaturzahl T = 1 (alpin und nival), Nährstoffzahl N = 2 (nährstoffarm), Kontinentalitätszahl K = 1 (ozeanisch).

## Taxonomie
Die Erstveröffentlichung erfolgte 1753 unter dem Namen (Basionym) Stellaria cerastoides durch Carl von Linné in Species Plantarum, Tomus I, Seite 42 als Stellaria cerastoides erstbeschrieben. Die Neukombination zu Cerastium cerastoides (L.) Britton wurde 1894 durch Nathaniel Lord Britton in Memoirs of the Torrey Botanical Club, Band 5, Seite 150 veröffentlicht. Weitere Synonyme für Cerastium cerastoides (L.) Britton sind: Dichodon cerastoides (L.) Rchb., Cerastium lapponicum Crantz, Cerastium trigynum Vill.